# Åttanationsalliansen

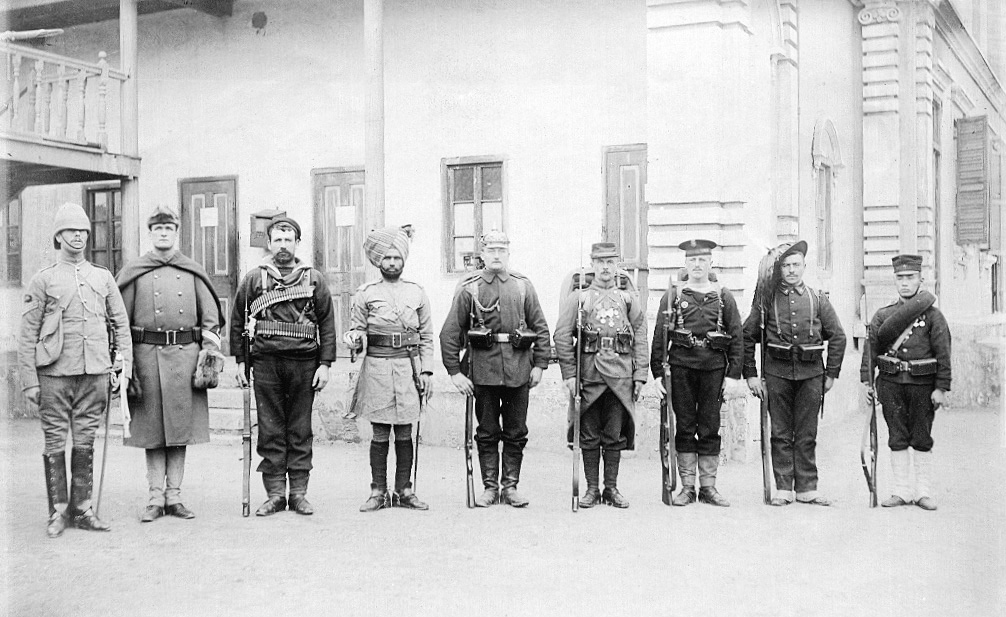
Nio soldater från de åtta staterna, 1900. Från vänster: Storbritannien, USA, Ryssland, Brittiska Indien, Tyskland, Frankrike, Österrike-Ungern, Italien, Japan.

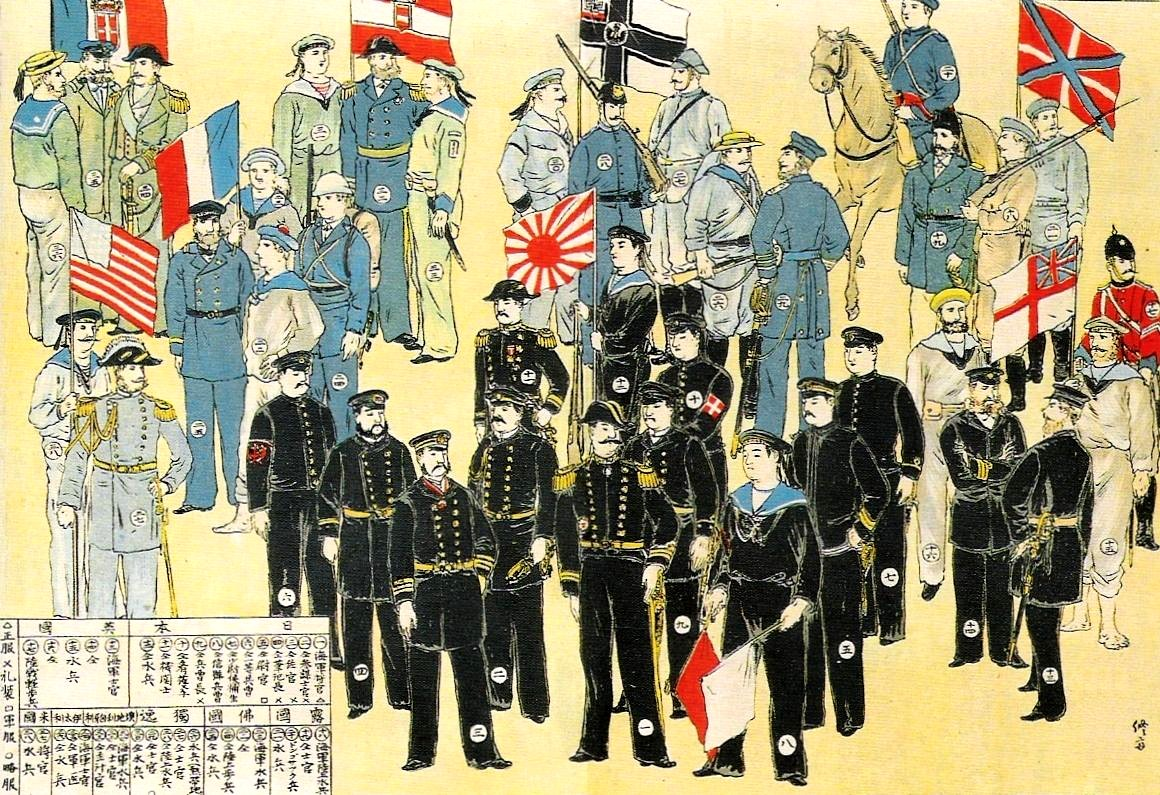
Militärmakterna under boxarupproret med sina krigsflaggor. Från vänster till höger: Italien, USA, Frankrike, Österrike-Ungern, Japan, Tyskland, Storbritannien, Ryssland. Japansk tegning fra ca. 1900.

Åttanationsalliansen (traditionell kinesiska: 八國聯軍, förenklad kinesiska: 八国联军, pinyin: Bāgúo liánjūn) var en allians av åtta nationer som slog ned boxarupproret i Kina år 1900:

 Japan Japan
 Ryssland Ryssland
 Storbritannien Brittiska imperiet
 Frankrike Frankrike
 USA USA
  Kejsardömet Tyskland
  Kungariket Italien
 Österrike-Ungern
Sedan alliansens expeditionsstyrkor hade besegrat det kinesiska upproret tvingades den kinesiska regeringen att underteckna Boxarprotokollet.